# Tour Lumière Cybernétique
 (juillet 2018).
Si vous disposez d'ouvrages ou d'articles de référence ou si vous connaissez des sites web de qualité traitant du thème abordé ici, merci de compléter l'article en donnant les références utiles à sa vérifiabilité et en les liant à la section « Notes et références ».
La Tour Lumière Cybernétique est un projet d'art ambitieux du peintre sculpteur Nicolas Schöffer qui devait voir le jour en 1970 à proximité de La Défense, et plus exactement à 2 km du centre de La Défense au bord de l'autoroute A14.

## Description
Sa structure complexe à ossature d'acier inoxydable devait mesurer selon les versions entre 324 m à 347 m de hauteur. Des hygromètres, thermomètres, anémomètres, cellules photo-électriques et micros devaient être placés le long de sa structure, répartis sur 7 plates-formes. De plus, 3 226 projecteurs de couleur (rouge, orange, jaune, violet, bleu, et blanc), 2 000 flashs électroniques devaient réaliser l'aspect lumineux de la tour. Et enfin, 330 miroirs tournants de 40 m² et 32 hélices complétaient l'effet au niveau mécanique, le tout actionné par un ordinateur central.
Pour accéder à la tour et en profiter, une passerelle d'accès vers la tour devait traverser l'autoroute et le RER A et aboutir au socle de la tour qui contenait des parkings et l'ordinateur central.
Ses 7 plateformes illuminées, devaient être réparties de la manière suivante :
- au 1er : l’orientation « électronique » des visiteurs vers les différents niveaux de la tour ;
- au 2e : l’auditorium à jeu d'orgue lumineux ;
- au 3e : un club de découvertes pour les jeunes ;
- au 4e : une salle de conférence ;
- au 5e et 6e : un service de restauration avec jardins suspendus et plate-forme d'observation ;
- au 7e : 12 projecteurs à faisceau de 2 km de portée.

Le projet de la tour prévoyait d’accueillir 15 000 visiteurs à la fois, pour un prix de construction de l'ordre de 70 millions de francs (français) de l'époque.[réf. nécessaire]

### Histoire
La tour fut conceptualisée au cours d'une première exposition dans une galerie parisienne en 1963. La version définitive fut assurée en 1968, visant une réalisation pour 1970. Finalement, à la vue du prix de la tour, elle fut projetée pour 1990. Mais l'appui du président Georges Pompidou pour ce projet ambitieux prit fin avec la mort de ce dernier. La construction fut à l'époque une forme de médiatisation de l'opération La Défense, au moment même ou l'EPAD s'installait dans la tour Fiat.

## Propositions ultérieures

### Aux États-Unis
Un premier projet américain fut proposé en 1986 par Nicolas Schöffer pour le Liberty Parc du New Jersey. En 2002, à la suite des attentats du 11 septembre 2001, le projet de cette tour fut de nouveau soumis aux Américains.[réf. nécessaire]
Le projet de Tour Lumière Cybernétique de New York proposait une ossature aérée de 307 m de hauteur et d'une envergure moyenne de 59 m, de forme asymétrique et rythmée, réalisée en tubes d'acier de section carrée de 2 m de côté. Elle devait comporter 7 plateformes ouvertes au public. Entre ses 200 bras parallèles orientés dans les quatre directions orthogonales, 114 axes tournants devaient être installés, sur lesquels auraient été fixés 363 miroirs en acier inox poli, projetant dans l'espace environnant, à l'arrêt comme en mouvement, un grand nombre de faisceaux lumineux réfléchis ou rétro réfléchis.[réf. nécessaire]

### En Belgique

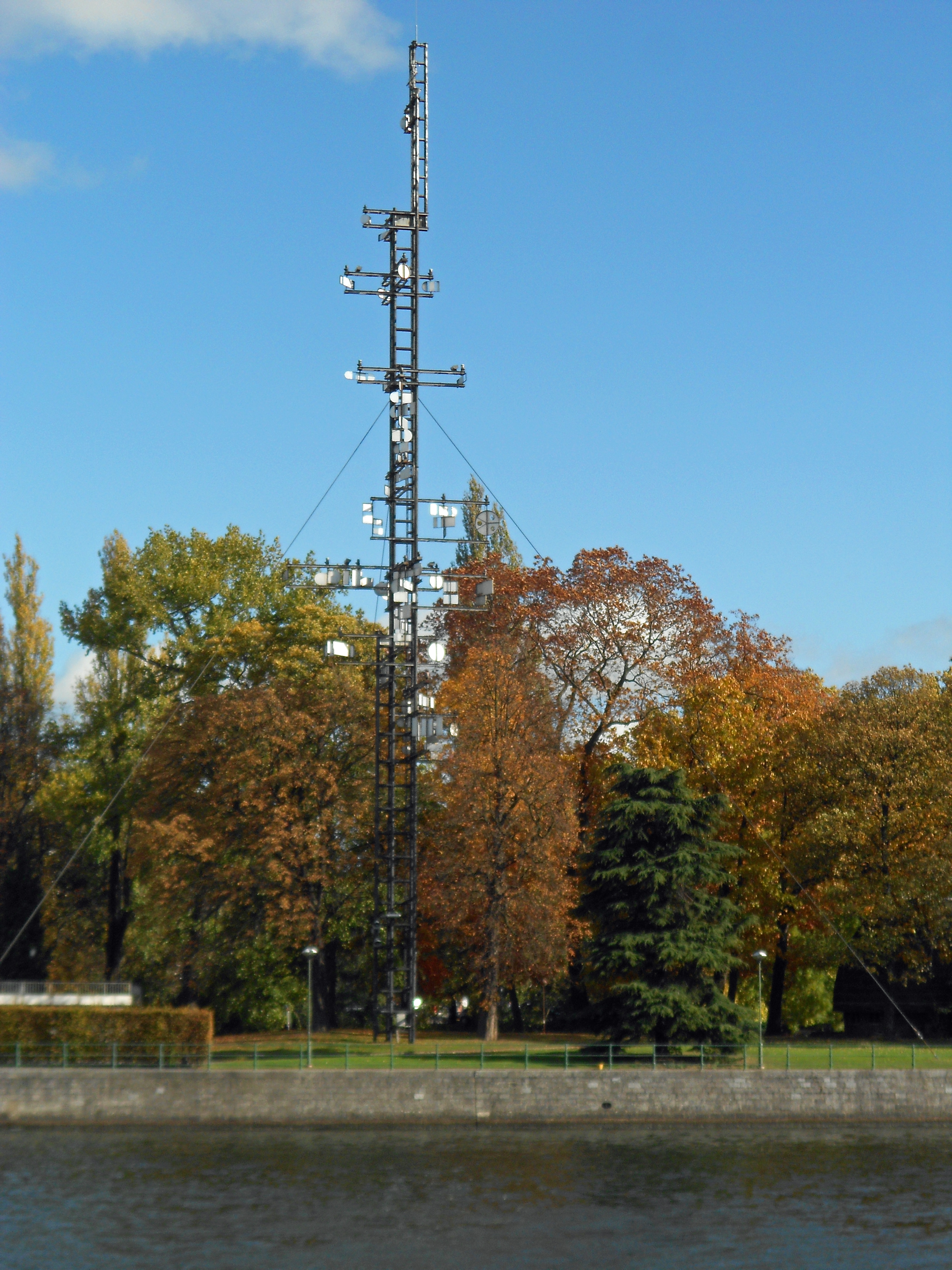
La Tour cybernétique de Liège.

Cependant, Nicolas Schöffer avait déjà réalisé d'une certaine manière ce projet dénommé tour cybernétique en 1961 dans le parc de la Boverie à Liège en Belgique.
La tour cybernétique est une tour mesurant 52 m de hauteur et qui se trouve aux abords immédiats du palais des congrès de Liège.
Cette tour est une conception similaire aux deux autres projets, (systèmes de sonorisation, d'éclairage et mécanismes), à la différence qu'elle ne dispose pas de plateforme pour accueillir le public et qu'elle a une taille bien inférieure aux deux projets abandonnés.
La tour cybernétique fut classée au patrimoine des monuments historiques de Belgique en 1998, par le ministre-président de la Région wallonne Robert Collignon, cela, après vingt ans d'efforts de la part de Philippe Hoornaert, membre du bureau de l'Association des Amis de Nicolas Schöffer, et qui est le représentant en Belgique pour le classement et la restauration de la tour cybernétique de Liège.
Après son installation en 1961, la tour ne fonctionna qu'une dizaine d'années et les premières démarches pour sa restauration débutent en 2002. La restauration a finalement lieu en 2015 : la tour est démontée en mai pour des travaux devant durer une année. L’œuvre est complètement restaurée et les éléments électriques tels que le « cerveau » et les lumières, remplacées par des LED, sont modernisés. Elle est remise en fonction en mai 2016, à l'occasion de l'inauguration de la passerelle La Belle Liégeoise et de l'ouverture du musée La Boverie, avec une inauguration de la tour restaurée le 21 juin 2016.